# Бах, Карл Филипп Эммануил
Карл Фи́липп Эмануэ́ль Бах (нем. Carl Philipp Emanuel Bach, 8 марта 1714, Веймар — 14 декабря 1788, Гамбург) — немецкий композитор и музыкант, второй из 5 сыновей Иоганна Себастьяна Баха и его первой жены Марии Барбары. Известен также как Берлинский или Гамбургский Бах. Один из основателей классического музыкального стиля, сочинял в эпоху классицизма.

## Жизнь и творчество
Карл Филипп Эмануэль Бах родился в Веймаре. В возрасте 10 лет был отдан в лейпцигскую школу Святого Фомы (в 1723 году его отец стал кантором школы и хора Святого Фомы). После школы Карл Филипп Эмануэль изучал юриспруденцию в университетах Лейпцига (1731) и Франкфурта-на-Одере (1735). В 1738 году, в возрасте 24 лет, он получил степень, но сразу же оставил карьеру юриста и посвятил себя музыке.
Через несколько месяцев он по рекомендации Сильвиуса Леопольда Вайса поступил на службу к Фридриху II Прусскому, тогда кронпринцу, и после его восшествия на престол стал членом королевского двора. К этому времени Филипп Эмануэль стал одним из известнейших клавирных исполнителей, а среди его сочинений (начиная с 1731 года) было уже более 30 клавирных сонат и концертных произведений. Карл Филипп Эмануэль написал два цикла сонат, посвятив их Фридриху и юному герцогу Вюртембергскому. Эти произведения помогли ему в получении должности придворного музыканта.
Во время жизни в Берлине он написал магнификат (1749), в котором заметно больше следов влияния его отца ― Иоганна Себастьяна Баха, чем обычно. Там же он сочинил Пасхальную кантату (1756), 10 симфоний, много концертов для клавесина, гобоя, флейты и виолончели с оркестром, как минимум 3 тома песен, несколько светских кантат и другие произведения. Его основные сочинительские усилия, однако, концентрировались на произведениях для клавира, для которого композитор к тому времени сочинил около 200 сонат и других произведений. Среди работ этого периода особенно выделяется «Маленькое сольфеджио» (1766), особенность которого заключается в том, что тема пьесы и большинство её пассажей одноголосны (благодаря чему сочинение часто играется только левой рукой). В то же время публикация написанного Филиппом Эмануэлем труда об игре на клавишных инструментах «Versuch über die wahre Art das Clavier zu spielen» («Опыт правильного способа игры на клавире»), которое к 1780 году выдержало уже 3 издания, принесла Карлу большую известность как педагогу и теоретику игры на инструменте. Этот труд оказал большое влияние на современников и лёг в основу методов Клементи и Иоганна Баптиста Крамера.
В 1768 году Бах сменил Телемана на должности капельмейстера в Гамбурге . С этого момента он начал больше внимания уделять церковной музыке. В следующем году он написал ораторию «Израильтяне в пустыне», а между 1769 и 1788 годами создал более 20 пассионов и около 70 кантат, литаний, мотетов и других произведений на духовную тематику . Карл Филипп Эмануэль умер в Гамбурге 14 декабря 1788 года. Похоронен в крипте церкви Святого Михаила в Гамбурге.

## Музыкальный стиль и наследие
Во второй половине XVIII века Карл Филипп Эмануэль был очень известен. Моцарт, например, говорил о нём так: «Он отец, мы — дети /«мальчишки»/. Тот из нас, кто чего-либо стоит, научился у него»  ( «Er (Emanuel Bach) ist der Vater; wir sind die Bubn. Wer von uns was Rechts kann, hats von ihm gelernt» ). Музыка Карла Филиппа Эмануэля оказала влияние на Гайдна и Бетховена, который выражал его гению «искреннее восхищение и уважение». Такую известность Карл Филипп Эмануэль заслужил в основном благодаря своим клавирным сонатам, которые открыли важную эпоху в развитии музыкальных форм. Эти сонаты замечательны ещё и свободой и разнообразием в строении; они отличаются от произведений как итальянской, так и венской школ, приближаясь скорее к циклическим и импровизационным формам, которые стали стандартом несколько поколений спустя.
Его произведения полны изобретательности и непредсказуемости, они насыщены широким спектром эмоций. Карл Филипп Эмануэль оказал серьёзное влияние на композиторов северонемецкой школы, в частности, на Георга Антона Бенду, Эрнста Вильгельма Вольфа, Иоганна Готфрида Мютеля и Вильгельма Фридриха Руста. Его влияние видно и в творчестве более далёких от него композиторов, таких как Мендельсон, Гайдн и Вебер.
В XIX веке его имя было постепенно забыто; Роберт Шуман, например, говорил, что «в своём творчестве он остаётся далеко позади отца». В то же время Иоганнес Брамс высоко ставил его произведения и даже издал некоторые из них. Новая жизнь творений Карла Филиппа Эмануэля началась в 1960-х годах, когда Гельмут Кох изучил и записал его симфонии, а Гуго Руф записал его клавирные сонаты. В настоящее время Миклошем Шпаньи и шведской звукозаписывающей компанией BIS предпринимается попытка выпустить полное собрание записей его произведений.

## Семья
Карл Филипп Эммануил Бах был женат на Иоганне Марии Даннеманн (1724—1795), в браке у них родилось трое детей:
- Иоганн Август Бах (1745—1789)
- Анна Каролина Филиппина Бах (1747—1804), была замужем в первом браке за Иоганном Генрихом фон Валем. Она была правой рукой отца, управляла и продолжала управлять наследием И. С. Баха в качестве его секретаря и составила полную копию (неполной) генеалогии Бахов.
- Иоганн Себастьян Бах (1748—1778) — художник и график.

## Музыкальные инструменты
Карл Филипп Эмануэль Бах для своих выступлений предпочитал клавикорды и фортепиано, изготовленные хорошо известным в те времена немецким мастером Иоганном Готтфридом Зильберманом. В 2020 г. современный мастер по изготовлению роялей Пол Макналти создал реплику инструмента Зильбермана 1749 г. (подобного тому, на котором исполнял и писал сам Бах) для Малькольма Билсона.

## Отношение к творчеству отца
Одно из самых известных незаконченных музыкальных произведений ― «Искусство фуги» Иоганна Себастьяна Баха. Оно состоит из 4-х канонов и 14-ти фуг, последняя из которых обрывается на 239-м такте. На последней странице рукописи есть пометка, сделанная Карлом Филиппом Эмануэлем Бахом: «Во время работы над этой фугой, в которой тема B A C H была введена в теме противосложения, композитор скончался».